# Gustav Gärtner
Hieronymus Bernhard Gustav Gärtner (* 22. August 1850 in Ochtrup; † 27. Februar 1929 in Osnabrück) war ein deutscher Verwaltungsjurist und Politiker.

## Leben
Gustav Gärtner erwarb am 27. August 1868 am Gymnasium Warendorf das Reifezeugnis. Am 1. Mai 1869 trat er als Einjährig-Freiwilliger ins Füsilier-Regiment „General-Feldmarschall Prinz Albrecht von Preußen“ (Hannoversches) Nr. 73 ein und nahm am Krieg gegen Frankreich (1870/71) teil. Am 29. August 1871 wurde er aus dem Militärdienst entlassen.
Er studierte an der Akademie Münster Mathematik, Geschichte und Philosophie und an den Universitäten München und Berlin Jura. Am 28. Dezember 1878 legte er die Prüfung zum Gerichtsassessor ab. Zum Regierungsassessor bei der landwirtschaftlichen Verwaltung Münster wurde er am 2. August 1879 ernannt. Am 11. Juli 1882 wurde er mit der kommunalen Verwaltung des Landratsamtes Ahaus beauftragt und am 18. Juli 1883 definitiv zum Landrat des Kreises Ahaus ernannt.
1895 wurde er Oberregierungsrat bei der Regierung Bromberg. 1901 wurde er Vertreter des Präsidenten der Regierung Schleswig. Bevor er am 28. August 1919 in den Ruhestand versetzt wurde, war er noch von 1903 an bei der Regierung Breslau und von 1909 an bei der Regierung Osnabrück tätig.
Er war als Nationalliberaler 1890 bis 1895 Mitglied des westfälischen Provinziallandtags für den Wahlkreis Ahaus.
Sein Sohn Friedrich Gärtner war Ministerialbeamter.

## Ehrungen
- Eisernes Kreuz II. Klasse
- Landwehrdienstauszeichnung II. Klasse
- Roter Adlerorden IV. Klasse
- Kronenorden (Preußen) III. Klasse